# Raphaëlle Lamusse
Marie Raphaëlle Lamusse, née le 12 décembre 1992, est une coureuse cycliste mauricienne.

## Carrière
Aux Championnats d'Afrique de cyclisme sur route 2022 à Charm el-Cheikh, Raphaëlle Lamusse est médaillée d'argent en contre-la-montre par équipes et médaillée d'or  en contre-la-montre par équipes mixtes,.

## Palmarès
- 2020
  - 2e du championnat de Maurice du contre-la-montre
- 2021
  -  Championne de Maurice sur route
  -  Championne de Maurice du contre-la-montre
- 2022
  -  Médaillée d'or du championnat d'Afrique sur route par équipes mixte
  -  Médaillée d'argent du championnat d'Afrique sur route par équipes
  - 2e du championnat de Maurice du contre-la-montre
  - 2e du championnat de Maurice sur route
- 2023
  -  Championne d'Afrique du contre-la-montre par équipes
  -  Championne d'Afrique du contre-la-montre par équipes mixtes
  -  Médaillée d'or de la course en ligne aux Jeux des îles de l'océan Indien
  -  Médaillée d'argent du contre-la-montre par équipes aux Jeux des îles de l'océan Indien
  - 2e du championnat de Maurice du contre-la-montre
  - 2e du championnat de Maurice sur route
- 2024
  -  Médaillée d'or du contre-la-montre par équipes mixtes aux Jeux africains
  - 2e du championnat de Maurice sur route
  -  Médaillée de bronze du contre-la-montre par équipes aux Jeux africains
- 2025
  - 3e du championnat de Maurice du contre-la-montre
  - 3e du championnat de Maurice sur route

### Classements mondiaux
| Année                                 | 2020 | 2021 | 2022 | 2023 | 2024 |
| ------------------------------------- | ---- | ---- | ---- | ---- | ---- |
| Classement UCI                        | 482e | 255e | 278e | 341e | 458e |
|                                       |      |      |      |      |      |
| Légende : nc = non classéSource : UCI |      |      |      |      |      |